# Cedeira (kommun)
Cedeira är en kommun i Spanien. Den ligger i provinsen A Coruña i den autonoma regionen Galicien i nordvästra delen av landet, 500 km nordväst om huvudstaden Madrid. Antalet invånare är 6 548 (2024). Arean är 85,42 kvadratkilometer.